# Nictalopia
La nictalopia (del grec νύκτ-, nykt- "nit"; αλαός, alaos, "ceguesa" i ὄψ, ops "ull") és una condició que fa difícil o impossible veure amb relativa poca llum. És un símptoma de diverses malalties oculars. La ceguesa nocturna pot existir des del naixement, o ser causat per una lesió o per desnutrició (per exemple, manca de vitamina A). Pot ser descrita com insuficient adaptació a la foscor. El problema contrari, la incapacitat de veure amb llum brillant, és molt més rar i es coneix com a hemeralopia, si bé ambdós termes són utilitzats per molts autors com a sinònims, o bé atribuint a nictalopia el significat de «veure millor durant la nit», a causa d'una confusió etimològica, per la qual cosa es recomana utilitzar millor els termes ceguesa nocturna i ceguesa diürna
La causa més comuna de la nictalopia (entesa com a "ceguesa nocturna") és la retinitis pigmentosa, un trastorn en el qual les cèl·lules de tipus bastó de la retina perden gradualment la seva capacitat per respondre a la llum. Les persones que pateixen aquesta condició genètica pateixen una nictalopia progressiva, i finalment també es veu afectada la seva visió diürna. A la ceguesa nocturna estacionària congènita lligada al cromosoma X, els bastons no funcionen parcialment o totalment. Altres causes de la nictalopia són la deficiència de retinol, la malaltia d'Oguchi, la miopia patològica, les cataractes corticals perifèriques o la cirurgia refractiva (RK, PRK, LASIK).
L'àrea externa de la retina està formada per més bastons que cons. Els bastons són les cèl·lules que ens permeten veure amb escassa il·luminació. Aquesta és la raó per la qual la pèrdua de visió lateral sovint acaba en ceguesa nocturna. Les persones que pateixen de ceguesa nocturna no només veuen afectada la seva visió nocturna, sinó que també requereixen algun temps perquè els seus ulls s'adaptin des de les zones molt il·luminades a quan passen a les fosques. També es troba afectada la seva visió de contrast que és més reduïda.

## En altres animals
La ceguesa nocturna estacionària congènita (CNEC) és també un trastorn oftalmològic a cavalls amb una capa patró de taques de lleopard, com el Appaloosa. És present en néixer (congènita), no lligada al sexe, no és progressiva i afecta la visió dels animals en condicions de poca llum. La CNEC es diagnostica normalment basant-se en observacions, però alguns cavalls presenten a més alguna altra anomalia evident als ulls, com la mala alineació dels ulls (estrabisme dorsomedial) o el moviment involuntari dels ulls (nistagme).En els cavalls, CNEC s'ha relacionat amb la capa Appaloosa des de la dècada de 1970. Un estudi de 2008 teoritza que tant la CNEC i aquest patró de color estan vinculats al gen TRPM1. Aquest gen codifica una proteïna dels canals de ions de calci, un factor clau en la transmissió dels impulsos nerviosos. Aquesta proteïna, que es troba a la retina i a la pell, existia en percentatges mínims a homozigots per a aquesta capa.